# Ursus americanus carlottae
Ursus americanus carlottae és una subespècie de l'os negre americà (Ursus americanus). Es troba a les Illes de la Reina Carlota (Alaska, els Estats Units). Té el crani gros, grans dents molars i és, exclusivament, de color negre.